# Cnemaspis gemunu
Cnemaspis gemunu là một loài thằn lằn trong họ Gekkonidae. Loài này được Bauer, De Silva, Greenbaum & Jackman mô tả khoa học đầu tiên năm 2007.